# 布鲁赫豪森-菲尔森
布鲁赫豪森-菲尔森是德国下萨克森州的一个市镇。总面积72.54平方公里，总人口6986人，其中男性3443人，女性3543人（2011年12月31日），人口密度96人/平方公里。